# Dějiny Nového Jičína
Historie Nového Jičína se datuje od roku 1313, kdy Jan Lucemburský vydal listinu, na jejímž základě mohlo město Nový Jičín vybírat clo a mýto. Město je ale bezesporu daleko starší, protože výše uvedená privilegia se udělovala jen městům velkým a s delší tradicí. Protože však se nedochovaly žádné dřívější zmínky o městě (pravděpodobně kvůli několika požárům – viz později), město si svůj vznik spojuje s touto událostí.

## 14. století
Počátkem 14. století se Nový Jičín dostal pod ochranu Pánů z Kravař. Právě z této doby pochází nejstarší zpráva o Novém Jičíně v roce 1313, kdy český král Jan Lucemburský udělil městu právo vybírat mýto. Vok III. a Jan IV. z Kravař udělili městu v roce 1373 práva odúmrti a výročního trhu na svátek sv. Ducha a ustanovili výši městské daně 80 hřiven českých grošů a konání procesí s kříži. Páni z Kravař patřili k jedné z větví rodu Benešoviců, která ve 13. století vlastnila rozsáhlé pozemky na Moravě, zejména na Opavsku. Jelikož měli o město velký zájem, povolili mu pořádat výroční trhy a vzdali se práva odúmrti, což v té době znamenalo, že lidé si mohli svobodně rozhodnout, co se stane s jejich majetkem po jejich smrti. V roce 1397 se poprvé v psaných textech objevil název města Nový Jičín, do té doby se psalo pouze Jičín. Z období pánů z Kravař pochází původní gotická podoba nynějšího Žerotínského zámku a městské opevnění.

## 15. století
V letech 1408–1416 spravoval panství Lacek z Kravař na Helfštýně, moravský zemský hejtman a nejvyšší purkrabí pražský, jenž v roce 1415 organizoval protesty české šlechty proti Husově uvěznění a upálení v Kostnici. V letech 1421–1434 vládl na panství Jan z Kravař zprvu spojenec krále Zikmunda a opavského knížete Přemka, po roce 1427 ale spojenec husitů. Tím se stal pod vlivem důsledků tažení Jana Tovačovského z Cimburka, jenž jako vůdce moravských husitů v roce 1427 dobyl města Nový Jičín, Hranice, Fulnek a Odry. Roku 1434 zemřel Jan z Kravař coby poslední pán z Kravař z jičínsko-fulnecké větve a město odkázal Ctiborovi z Cimburka, který se zasloužil například o obnovení privilegia fojtství v Šenově. Po smrti Ctibora se města ujal jeho dědic – syn Jan z Cimburka, který poté vše odkázal své dceři Kunce. V této době se poté ještě ve vedení města vystřídalo několik dalších šlechticů Jindřich z Boskovic a Petr hrabě ze svatého Jiří a Pezinku, kteří se snažili rozšiřovat český lid ve městě, vydávali listiny v češtině a podobně.V roce 1455 město získalo druhý výroční trh a v roce 1492 třetí výroční trh. Vrchnost se zasloužila o vznik dvou předměstí – horního a dolního. V těchto předměstích žili především (ve větší míře než v centru) Češi. Roku 1500 prodal Jan z Kunovic město Žerotínům, čímž začala jejich 58 let dlouhá vláda.

## 16. století
V roce 1523 bylo k Novému Jičínu přikoupeno panství Štramberské s vesnicemi Libhošť, Veřovice, Mořkov, Hodslavice, Životice a další. Roku 1533 si Žerotínové mezi sebou rozdělili jednotlivé části nově vzniklého panství, kdy Bedřich získal skoro celé panství novojičínsko-štramberské, kromě Starého Jičína s okolím, které získal jeho bratr Vilém. Tímto také roku 1533 zanikla spojitost Nového Jičína se Starým Jičínem. Další zajímavostí je, že mezi Nový Jičínem a Rybím existovala vesnice Támovice, která později zanikla a zůstal z ní jen kostel sv. Kateřiny, který se dochoval do dnešních dnů.
Žerotínové se hned v počátku 16. století stali tzv. starožitným rodem, což je zařadilo mezi elitní rody té doby. Žerotínové roku 1501 věnovali městu svůj svobodný dům (byl osvobozen od poplatků), do kterého se přestěhovala radnice. Prvním smolným rokem pro Nový Jičín se stal rok 1503, kdy město zachvátil mohutný požár, který spálil kompletně celé dřevěné město i s archívem; v důsledku tohoto neštěstí se nezachovala ani zakládající listina města, ani další důležité listiny, které by mohly více osvětlit historii Nového Jičína.
Ihned po požáru (prvním, ne však posledním v dějinách města) se vystavělo kompletně nové zděné město, z této doby pochází i podloubí. Mezitím se městu roku 1543 dostalo veliké pocty ze strany tehdejšího krále – Ferdinanda I., který povolil městu pečetit své listiny červeným voskem, což bylo privilegium královských měst.
V 16. století se také zvýšil význam soukenictví. Sukna vyrobená v Novém Jičíně se vyvážela daleko za hranice, například do Polska, Litvy a Ruska či do Uher.
Jan ze Žerotína, který byl posledním Žerotínem ve vedení města, povolil 45 domům z náměstí a jeho okolí svobodně šenkovat a vařit pivo za poplatek 60 zlatých ročně. V letech 1539–1544 došlo k potvrzení cechu ševcovského, zámečnického, řeznického a kožešnického.
Žerotínové dávali přednost češtině a Čechům před němčinou a Němcům. Proto také najímali Čechy do svých kanceláří a veškeré písemnictví bylo v češtině. Mezi těmito úředníky lze nalézt i nejznámějšího měšťana té doby – Ondřeje Řepu, který dostal například povolení k obchodování s voskem ve městě. Češi obsazovali většinu míst konšelů a purkmistrů. V té době probíhaly i české mše v kostele Nejsvětější Trojice.
Žerotínové tehdy přebudovali tehdejší gotickou tvrz pánů z Kravař na pohodlné renesanční sídlo, nynější Žerotínský zámek.
5. července 1558 se Jan ze Žerotína rozhodl, že Nový Jičín prodá Janu Kropáčovi z Nevědomí a přestěhuje se na své nově nabyté statky západně od Brna. Obyvatelům i vrchnosti Nového Jičína byla známa tvrdost Jana Kropáče a nakonec se s Janem ze Žerotína domluvili, že se město raději vykoupí samo, což se také stalo. Město za to muselo zaplatit 1 170 000 grošů. Město se také rozhodlo, že se vydá pod ochranu Ferdinanda I., který to s radostí přijal, jelikož mu z toho plynuly veliké příjmy od města. Stalo se tak 20. července 1558. Tak se stal Nový Jičín svobodným městem, které podléhalo jen králi – Ferdinandu I. Město sice nebylo královským (nemohlo se účastnit zemského sněmu), ale pouze tzv. komorním. Nejdůležitějším se však stal fakt, že se město zbavilo tvrdého Jana Kropáče a navíc se stalo svobodným komorním městem, a proto se dá označit datum 20. července 1558 jako nejlepší a nejúspěšnější událost té doby a jako jedno z nejvýznamnějších v historii města vůbec.
V roce 1558 (dle dochovaného urbáře) měl Nový Jičín v centru a na předměstí 277 osídlených domů a asi 2000 obyvatel. Z tohoto dochovaného urbáře je možno se ještě dočíst třeba toto:
- Každý usedlý musel za svůj dům platit městskou dávku, tzv. šos. Ta se platila 24. června a o Vánocích. Celkem vrchnost obdržela pokaždé 53 kop a 20 českých grošů
- Ve městě bylo tehdy 25 řezníků a každý musel na Nový rok dát 51 grošů a vrchnost tak dostala 21 kop a 15 grošů
- Ve městě bylo také 45 šenkýřů, kteří také platili ve dvou výše uvedených termínech 15 kop grošů
- 10 pekařů dávalo městu po 8 groších 2krát ročně
- 17 ševců dávalo také dvakrát ročně 5 grošů
- Z 9 židovských domů obdržela vrchnost z každého dvakrát půl kopy grošů a 6 denárů. Podnájemníci, kterých bylo 5, platili polovinu vlastníkům domu
- Ve městě působil lazebník, který odváděl dvakrát půl kopy grošů
- Soukeníci ročně platili 20 kop grošů z dvou valch na sukno
- 8 měšťanů platilo 15 grošů
- Každý hrnčíř musel ročně odevzdat kopu hrnců
- Mlynář odváděl 100 kop grošů
- Pivovar odváděl ročně 20 kop grošů, odměnou pro pivovar byl fakt, že vrchnost musela platit opravy
- Mýtné vynášelo 50 kop ročně
- Za trhy město dostávalo 5 kop a za sklady soli 1 kopu

Město si tak vydělávalo asi 24 000 grošů.
Roku 1560 dostalo město od krále Ferdinanda I. privilegium, že město nebude nikdy a nikým zastaveno nebo odprodáno (což se v budoucnu ale nepotvrdilo – viz dále). Díky Ferdinandu I. mohlo město pořádat ještě více výročních trhů, celkem čtyři a dva týdenní trhy.V dalších privilegiích z roku 1560 město dosáhlo osvobození od berní, posudného a důchodů z panství na dva roky a potvrzení všech starších privilegií. Dále poručil, aby všechny vesnice v panství braly pivo pouze a jen z Nového Jičína. Roku 1562 Ferdinand I. Habsburský rozkazuje Židům (na popud města) v Novém Jičíně, aby do roka opustili město. Až do poloviny 16. století bylo město odkázáno na právní poučení (právní poučení je rada soudcům, jak se v daném sporu zachovat, když si nevěděli rady s případem, tyto rady přicházely z jiných měst) z Hlubčic, která ale odmítala takové rady psát v češtině, a proto se novojičínští obrátili na Ferdinanda I., který roku 1562 rozhodl, že Nový Jičín tímto rokem přechází pod poučení olomoucké.
V čele města tehdy stál purkmistr se třemi konšely. Do města každoročně přijížděl zemský podkomoří, který zároveň vedl i tehdejší novojičínské účetnictví. V té době se začínaly čím dál více objevovat spory se Štramberkem, kvůli kterým se několikrát musela sejít zvláštní komise, která roku 1578 rozhodla, že Štramberk nemusí přispívat na kata do Nového Jičína, ale musí brát novojičínské soudní ponaučení. V roce 1613 byla potvrzena podřízenost štramberského trestního práva Novému Jičínu a Štramberk si zachoval právo svobodného lovu a stavby mlýnů.
V těch letech na území Nového Jičína působilo přibližně 200 mistrů, ze kterých celá jedna třetina byla pouze z řad soukeníků (což opět dokládá význam soukenictví v Novém Jičíně). V té době také vznikaly na území města nové cechy, jako například krejčí, pekaři a mlynáři. Díky bohatství Nového Jičína bylo město schopno koupit od vrchnosti i vsi Rybí a Ženklavu. Nejbohatší měšťan – Ondřej Řepa – si koupil Závišice, které si přidal i do svého přívlastku ve jméně, od té doby se jmenoval Ondřej Řepa z Greiffesdorfu a na Závišicích. V roce 1563 postavil Ondřej Řepa nejznámější a nejhezčí dům Nového Jičína – Starou poštu. Zajímavostí o Ondřejovi může být fakt, že se šestkrát stal purkmistrem Nového Jičína (což je něco jako starosta v dnešním pojetí).
Roku 1572 a 1585 postihly město dvě ničivé morové rány.

## 17. století
17. století nebylo pro Nový Jičín příznivé. V roce 1618 vypuklo České stavovské povstání proti Habsburkům, a jelikož Nový Jičín v té době nebyl katolickým, připojil se na stranu protestantů, které vedl zimní král Fridrich Falcký. Fridrich Falcký roku 1620 povýšil město na královské. Po vyhrané bitvě na Bílé hoře se k moci vrátil zpět císař Ferdinand II., který za účast na povstání potrestal Nový Jičín ztrátou všech privilegií a navíc ho uvrhl pod správu jezuitů. Tak se stalo město roku 1624 opět poddanským. Ještě předtím 25. července 1621 ovšem ve významné bitvě u Nového Jičína krnovský kníže Jan Jiří Krnovský porazil císařskou posádku vedenou plukovníkem Gauschierem, přičemž samotný Gauschier utekl a na novojičínském předměstí bylo pobito asi 400–500 zajatých Neapolitánů. Nad jejich hrobem byla o sto let později v roce 1724 postavena Španělská kaple (Neapolitáni patřili ke španělskému vojsku poslanému na pomoc habsburskému římskému císaři).
Jezuité vypudili luterány, obnovili katolické bohoslužby a do roku 1629 město rekatolizovali. Další problémy si město způsobilo tím, že podpořilo protihabsburská vojska dánského generála Mansfelda, která se v Novém Jičíně objevila v létě 1626. Vyhnala katolíky a na jejich místo přišli evangelíci. V létě 1627 se do města vrátily císařské jednotky a vše uvedly do původního stavu.
Na konci třicetileté války do města přišli Švédové, kteří i po zaplacení kontribucí město vyrabovali v roce 1643. Jezuité ovšem během třicetileté války zašli ještě dále, rozpustili městskou radu a radnice se ze Žerotínského zámku stěhovala opět na původní místo na náměstí, ve kterém byla od roku 1501. Město zasáhly i další pohromy jako morové rány v letech 1624 a 1680.

## 18. století

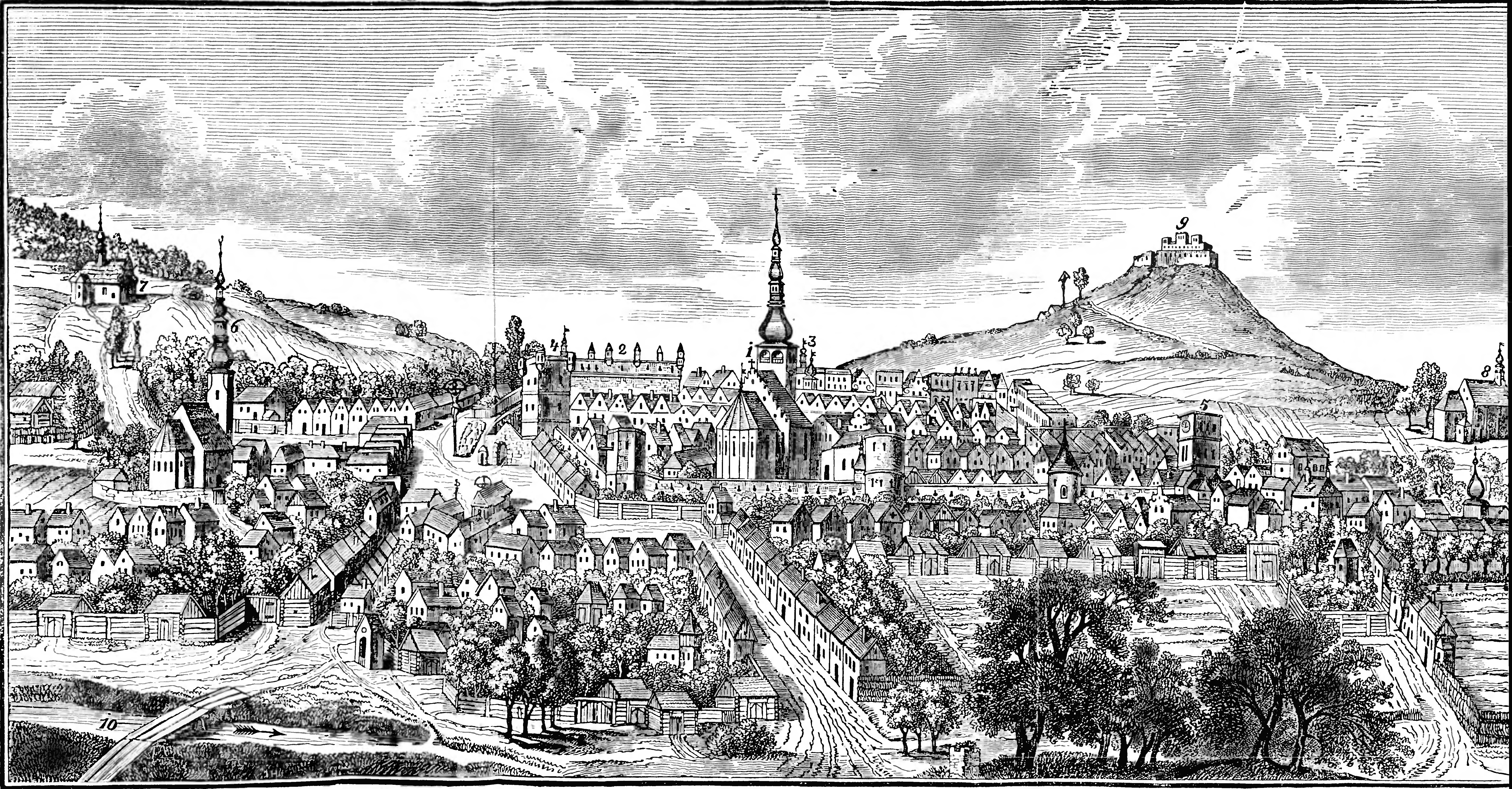
Nový Jičín v roce 1722

V 18. století dosáhla produkce sukna svého maxima a z města se tak stalo i díky suknu nejvýznamnějším městem v Přerovském kraji (do kterého spadala města od Kroměříže a Přerova až po Moravskou Ostravu). Nový Jičín produkoval celou polovinu všech suken, které byla v Přerovském kraji vyrobena. Na celé Moravě se více sukna vyrábělo pouze v Jihlavě. Novojičínská sukna se exportovala jak do Polska a do Uher, tak hlavně na Slovensko. Samozřejmě Nový Jičín neprodukoval z textilií pouze sukno, ale vyrábělo i jiné vlněné tkaniny jako harasy a cajky.
Během sedmileté války vznikaly problémy s produkcí a exportem sukna, exportovala se sukna nesprávné velikosti či špatně vyrobená (zmetky). Na Nový Jičín si v té době stěžovali uherští obchodníci a Marie Terezie vytvořila vyšetřující komisi; na základě výsledků jejího šetření Marie Terezie roku 1759 potrestala všechny zainteresované finančními pokutami. Zároveň všechno vyrobené sukno bylo před vlastním exportem kontrolováno krajským komerčním úředníkem. Podobné problémy se ukázaly i jinde v okolí, například v Příboru či Starém Jičíně.
Do Nového Jičína se v té době dovážela – převážně ze Slovenska – vlna, dobytek, sůl a víno. Protože Slovensko bylo součástí Uher, obchody s ním se prodražovaly díky clu, kterému se říkalo třicátek.
Roku 1710 byla postavena další pýcha novojičínského náměstí – Morový sloup, jehož hlavním účelem měla být ochrana před morem, což nepomohlo a roku 1715 se v Novém Jičíně objevila další vlna moru. Díky jezuitské nadvládě se z Nového Jičína začínal pomalu vytrácet český živel, který čím dál více vytlačoval živel německý. Na podporu českého živlu byla proto konána česká kázání v chrámu sv. Trojice.
V roce 1768 zachvátil Nový Jičín další ničivý požár, který spálil celé město, zůstala jen část dolního předměstí. A aby toho nebylo málo, roku 1773 byl v Novém Jičíně požár další. Na podzim téhož roku se však do Nového Jičína dostala zpráva, že papež zrušil jezuitský řád, čímž městu svitla naděje konce tyranie a trýznění z vlády jezuitů. Proto se město roku 1775 obrátilo na Marii Terezii s prosbou, aby se z něj stalo město opět svobodné, protože by to pomohlo k růstu obchodu se zbožím (hlavně se suknem) a tím i k růstu prosperity celého města. Město samozřejmě nezapomnělo připomenout Marii Terezii, že zásobuje suknem vojsko, že po ničivých požárech se nestačilo město plně vzpamatovat a že ještě 100 domů potřebuje opravy. Marie Terezie po zralé úvaze dne 16. září 1775 zbavila město poddanství a zařadila jej mezi tzv. municipiální města. Tím se stalo město opět svobodným, muselo však za to zaplatit 3000 zlatých do státní poklady.
Roku 1785 se začalo se stavbou tzv. Císařské silnice z Hranic do Příbora. Roku 1787 byl v Novém Jičíně zřízen hrdelní soud a vznikla zde i pošta, která byla umístěna – jak jinak – v budově dnešní Staré pošty. Navíc zde ve stejném roce přespal i sám Josef II. při cestě do Ruska a stal se tak první vzácnou návštěvou v tomto městě. Hned další známou osobností, která se v Novém Jičíně zdržela, byl generál Ernst Gideon von Laudon, který zde 14. července 1790 zemřel. V Novém Jičíně také přespal dne 6. února 1800 generál Suvorov při zpáteční cestě do Ruska. Posledními známými osobnostmi v Novém Jičíně v té době byli slavný maršál Kutuzov a car Alexandr I. v roce 1805. Poslední tři výše uvedení přespali v budově dnešní Staré pošty.

## 19. století
V 19. století se v Novém Jičíně objevili první výrobní stroje a dle dochovaných zdrojů Nový Jičín hrál v té době prim v celém kraji. Již roku 1810 soukenický mistr Tautz používal ve své dílně v dnešní Nerudově ulici první spřádací stroj na vlnu, kterým ovšem otáčeli lidé. Až roku 1832 A. F. Dopner použil ve své dílně první parní stroj a založil tak první továrnu. V té době se díky parním strojům začínaly v Novém Jičíně vyrábět další tkaniny, jako flavlňáky a flanely.
Ještě významnější se však pro Nový Jičín staly bryčky, které se na počátku 19. století (přesněji roku 1817) začaly v Novém Jičíně vyrábět a které se označovaly jako „Nojtičanky“. Tyto bryčky se vyvážely až do Ruska a zmiňuje se o nich i L. N. Tolstoj ve svém světoznámém díle Vojna a mír.
Roku 1841 se obnovilo kázání v češtině, které bylo předtím v 18. století jezuity zakázáno. Díky tradici soukenictví se do města vracel opět ve větší míře český živel. V této době se také zvětšil počet obyvatel, který skoro čtyřikrát převýšil počet obyvatel v Moravské Ostravě (7743 vs. cca 2000). Roku 1834 se začalo se stavbou další silnice, tentokrát z Nového Jičína směrem na Bludovice a Valašské Meziříčí. Okolo roku 1832 se v Novém Jičíně začínali objevovat první Židé, které předtím ve 16. století (roku 1562) z města vykázal Ferdinand I.
1. května 1847 nedaleko Nového Jičína, přesněji přes Jeseník nad Odrou, projel první vlak. Novojičínští obyvatelé si ale většinou zřízení železnice nepřáli, a proto vlak nebyl napojen do Nového Jičína, ale mířil jinou trasou. 2. srpna 1848 se na náměstí sešli soukeničtí mistři a požadovali zákaz používání parních strojů v továrnách. Tuto demonstraci musela rozhánět národní garda. Manuální soukenictví v důsledku používání parních strojů upadalo, až nakonec zaniklo docela. Revoluční rok 1848 byl prvním rokem, kdy novojičínští mohli volit a tohoto práva se jim v tomto roce dostalo hned třikrát, a sice při volbách do Moravského zemského sněmu (vyhrál Josef Tempele), do Říšského sněmu (vyhrál lékárník Johann Faschank) a Všeněmeckého sněmu (vyhrál Kleinpeter). I když byl Nový Jičín od 16. září 1775 svobodným municipiálním městem, stále musel i v těchto letech platit 1500 zlatých ročně Ferdinandovu konviktu. Od této platby byl osvobozen až roku 1850.
V důsledku zrušení poddanství v českých zemí byly z velké části tehdejší úřady nahrazeny novými. V Novém Jičíně tak vznikly jednak okresní úřady, ale i úřady krajské. Vznikl tak zde okresní soud, berní úřad a okresní hejtmanství pro soudní okresy Nový Jičín, Příbor a Fulnek, dále pak i krajský soud pro okresy Nový Jičín, Příbor, Fulnek, Frenštát, Místek, Lipník, Hranice, Moravská Ostrava, Libavá, Valašské Meziříčí, Rožnov, Vsetín a Bystřice pod Hostýnem. Tak tomu zůstalo prakticky až do prvních let po 2. světové válce.
V polovině 19. století vznikla valná většina dnešních továren v Novém Jičíně. Ke konci 19. století definitivně zmizela ruční výroba, kterou nahradily parní stroje.
Naopak již v posledním roce 18. století (1799) vznikly základy pozdější světoznámé firmy Tonak, když do města přišli kloboučníci Hückelové. Na území Nového Jičína se tak začala znenadání objevovat konkurence tehdy ještě hodně silnému soukenictví. Naplno se to projevilo v polovině a ke konci 19. století, kdy se město proslavilo rovněž díky právě kloboukům. Johann Hückel ve městě založil v roce 1865 první továrnu na strojní výrobu klobouků v Rakouském císařství. Zajímavostí může být, že původně kloboučnická továrna nebyla na místě, na kterém je dnes, a na současnou pozici se dostala až roku 1867. Ke konci 19. století zde pracovalo hodně přes tisíc lidí. I tak však pozdější Tonak nebyl v Novém Jičíně té doby největší továrnou – předstihla jej továrna na doutníky, která v roce 1880 zaměstnávala přes 2500 pracovníků. Byla definitivně uzavřena teprve před několika lety.
Roku 1869 díky podnikateli Friedrichu Pippigovi vznikla v Novém Jičíně plynárna a v návaznosti na to městské osvětlení plynovými lampami. Ve stejném roce na území Loučky vznikl pivovar Bocheta, který se také dochoval až do dnešních dnů. Roku 1879 začal Josef Rotter vyrábět kočárové osvětlení, později se však přestěhoval do Šenova, kde založil základ dnešního Autopalu. V dnešní době sídlí oficiálně na území Nového Jičína, adresa továrny je taky novojičínská.
V rozvoji průmyslu v Novém Jičíně lze rovněž sledovat, jak se po městě začínal ve větší míře rozrůstat německý živel, všechny výše uvedené továrny byly totiž v německých rukou. Z Nového Jičína se díky těmto továrnám stalo velké průmyslové centrum tehdejšího kraje.
S rostoucím průmyslem se však počínaly objevovat některé nedostatky města, a to především špatné vlakové (v té době tedy vlastně žádné) spojení. Již v roce 1847 mohlo mít město vlakové spojení, které však obyvatelé města odmítli, což se ukázalo v dalším vývoji jako rozhodnutí špatné. Až roku 1869 začala první vyjednávání se společností, která v té době budovala vlakové spojení na našem území, avšak kvůli vysokým nákladům z dohody sešlo. 9. dubna 1873 podepsalo město konfesi s firmou Moravskoslezské ústřední dráhy, která tak mohla začít se stavbou. Stavba byla naplánována z Opavy přes Fulnek, Suchdol nad Odrou, Šenov, Nový Jičín, Jičinu, Starojickou Lhotu, Palačov až ke Krásnu, se stavbou se hned také začalo, ovšem v důsledku velkého hospodářského krachu v tomtéž roce nebyla nikdy dokončena. Roku 1879 probíhala jednání mezi Novým Jičínem, Suchdolem nad Odrou, Valašským Meziříčím a Vsetínem, ze kterého nakonec Vsetín a Valašské Meziříčí odstoupily a dohodly se pouze Nový Jičín se Suchdolem nad Odrou. Tuto „akci“ však odmítla vláda financovat (jinak ovšem nic proti ní neměla), Nový Jičín se tedy rozhodl zadlužit a postavit si vlakové spojení sám. Netrvalo dlouho a 19. prosince 1880 (tedy 11 let po prvním vlaku v kraji) vyjel z Nového Jičína první vlak.
Reakcí na postavení další dráhy, tentokrát z Frýdlantu přes Hodslavice do Valašského Meziříčí, byla stavba další vlakové dráhy, která ovšem končila 1 km od první; od té doby má Nový Jičín raritu – dvě navzájem nesouvisející vlaková nádraží. Vlaky touto drahou začaly jezdit 1. června 1889.
1866 vznikl v Novém Jičíně telegraf, roku 1893 byl do Nového Jičína přiveden telefon a hned měl 30 účastníků.
První odbory v Novém Jičíně vznikly roku 1869 a patří tak mezi nejstarší v kraji. Nejprve byly sice ryze německé, později ale začaly být i české. Snahou těchto odborů bylo zajistit dělníkům lepší podmínky práce, například již roku 1874 dosáhly toho, aby město proplácelo jejich členům léky, naopak odbory na oplátku platily městu ročně 25 zlatých. Dále roku 1878 byl založen spolek Všeobecná dělnická nemocenská a invalidní pokladna, která měla za hlavní úkol pomáhat lidem v nemoci. V posledním desetiletí 19. století vzniklo v Novém Jičíně několik dalších odborů, jako například textilní, dřevařský a j. Poslední, který vznikl, je až ve 20. století (1902) kloboučnický.
Koncem 19. a počátkem 20. století několikrát na Novojičínsku přednášel profesor T. G. Masaryk, zvolený za Novojičínsko dvakrát do Říšské rady ve Vídni.

## 20. a 21. století
V období první republiky převládalo ve městě převážně obyvatelstvo německé národnosti. Dne 6. května 1945 večer dorazila do Nového Jičína Rudá armáda a osvobodila jej od nacistů.